# 617 f.Kr.
| 617 f.Kr.          |
| ------------------ |
| Dødsfald - Fødsler |

--

## Dødsfald
- Ancus Marcius, konge af Rom, dør.